# نخانیتسه
نخانیتسه (به چکی: Nechanice) یک منطقهٔ مسکونی در جمهوری چک است که در ناحیه هرادتس کرالووه واقع شده‌است. نخانیتسه ۲٬۲۶۹ نفر جمعیت دارد.